# 1926-os magyar asztalitenisz-bajnokság
Az 1926-os magyar asztalitenisz-bajnokság a tizedik magyar bajnokság volt. A bajnokságot március 15. és 23. között rendezték meg Budapesten, az Imperial szállóban (a selejtezőt az NSC, az MTK és a BBTE helyiségében).

## Eredmények
| Versenyszám  | Arany                                                | Arany | Ezüst                                         | Ezüst | Bronz                                             | Bronz |
| ------------ | ---------------------------------------------------- | ----- | --------------------------------------------- | ----- | ------------------------------------------------- | ----- |
| Férfi egyéni | Mechlovits Zoltán MTK                                |       | dr. Pécsi Dániel MTK                          |       | Sichermann László KISOSZ                          |       |
| Női egyéni   | Sipos Anna Nemzeti SC                                |       | Bleyer Teréz KISOSZ                           |       | S. König Piroska Nemzeti SC                       |       |
| Férfi páros  | Mechlovits Zoltán, Eduard Freudenheim MTK, Wiener AC |       | dr. Jacobi Roland, dr. Pécsi Dániel BBTE, MTK |       | Bellák László, Glancz Sándor Nemzeti SC           |       |
| Vegyes páros | Mechlovits Zoltán, Friedmann Lili MTK                |       | dr. Jacobi Roland, Kandó Erzsébet BBTE        |       | Szentey Miklós, Bleyer Teréz Hitelbank SE, KISOSZ |       |